# Ктенопома Кінгслі
Ктенопома Кінгслі (Ctenopoma kingsleyae) — тропічний прісноводний вид лабіринтових риб з родини анабасових (Anabantidae).
Він був описаний Гюнтером у 1896 році. Два зразка з Габону вже зберігалися на той час в Британському музеї природознавства в Лондоні, але зараховувались до іншого виду — Ctenopoma petherici. Назву отримав на честь письменниці й дослідниці Мері Кінгслі (англ. Mary Kingsley, 1862—1900). Популяції виду з басейну річки Нігер відомі в акваріумах під назвою Ctenopoma argentoventer (буквально ктенопома срібночерева). Ця назва є синонімом Ctenopoma kingsleyae.
Ctenopoma kingsleyae і C. petherici — два близько споріднені види, їх важко відокремити один від одного. Зовні вони дуже схожі, а морфологічні та меристичні дані перекриваються. Відрізняють ці риби головним чином за походженням, C. kingsleyae зустрічається в лісовій зоні, тоді як C. petherici мешкає у водоймах саван.
Для комерційного рибальства вид не становить інтересу, але в деяких країнах Західної Африки місцеві жителі використовують ктенопому Кінгслі як харчову рибу. Деяке значення вона має для торгівлі акваріумними рибами.

## Опис
Ктенопома Кінгслі — один з найбільших представників роду, максимальний відомий розмір становить 245 мм загальної довжини. Середній розмір 12 особин, виловлених під час вибіркового дослідження в одній із місцевостей на південному сході Нігерії, становив 15 см загальної довжини, а середня вага — 150 г.
Тіло доволі високе, витягнуте в довжину, овальне за формою, стиснуте з боків. Висота тіла в 2,1-3,0 рази менша за стандартну (без хвостового плавця) довжину. Хвостове стебло дуже коротке, лише позначене. Анальний отвір розташований безпосередньо перед першим променем анального плавця.
Довжина голови трохи менша за третину стандартної довжини. Її верхній профіль майже прямий, лише навпроти ока трохи увігнутий. Діаметр ока приблизно в 4 рази, а міжорбітальна відстань у 2,3-3,0 рази менші за довжину голови. Морда округла, в 3,5-4,5 рази коротша за довжину голови. Рот кінцевий, щелепи трохи виступають. Верхня щелепа поширюється до рівня передньої чверті або третини ока. Присутні зуби на піднебінні. Є дві зовнішні ніздрі, передня з короткою трубкою. Наявна також пора в просторі між очима.
Зяброві кришки мають виріз, їхній задній край з гострими зубчиками: 4-16 їх розташовано над вирізом, ще 3-9 — під ним. Підкришкова та міжкришкова, а іноді й передкришкова кістки також зазублені. 6-8 дуже коротких зябрових тичинок у нижній частині передньої дуги. Лабіринтовий орган в C. kingsleyae утворений з однієї, але з багатьма складками пластини. Це додатковий орган дихання, розташований у надзябровій порожнині, він дозволяє рибам певною мірою дихати атмосферним повітрям.
У спинному плавці 16-18 твердих і 10-13 м'яких променів. Довжина твердих променів приблизно однакова, й становить 33-40 % довжини голови. М'які промені довші, завдовжки як 50-67 % довжини голови. Анальний плавець має 8-10 твердих і 10-13 м'яких променів, зовні схожий із спинним. Обидва закінчуються безпосередньо перед хвостовим плавцем. Хвостовий плавець округлий, має 16 основних променів. Черевні плавці короткі, їхня довжина становить приблизно половину довжини голови, й вони не сягають початку анального плавця. Грудні плавці округлі, їхня довжина становить 67-80 % довжини голови.
Добре розвинена бічна лінія складається з двох частин. Луски відносно великі, шорсткі, виразно ктеноїдні. 25-26 лусок у поздовжньому ряді, 13-17 лусок з порами у верхній бічній лінії, 9-14 — у нижній, 11-16 лусок на зябровій кришці. М'якопроменеві частини спинного, анального та хвостового плавців біля основи вкриті дрібними лусочками. 25-26 хребців.
Риби мають досить непримітне однотонне сіре або сіро-зелене зі сталевим лиском забарвлення. Спина та верхня половина тіла трохи темніші, черево буває сріблястим. Луски мають темну облямівку. Єдиним помітним елементом забарвлення є розмита чорна пляма біля основи хвостового плавця. У молодих риб розміром приблизно до 25 мм стандартної довжини вона має світлу облямівку, яка в дорослих риб щезає. М'якопроменева частина анального плавця зовні може мати білий кант.
Молоді особини забарвлені в темно-шоколадний колір з окремими світлішими плямами й вузькою блідою вертикальною смугою на рівні початку спинного плавця. Маючи розмір 35-40 мм, риби втрачають темно-плямисте забарвлення.
Під час нересту тіло в самців і самок набуває яскравого світло-сірого кольору, а чорна облямівка лусок стає більш контрастною.
Стать розрізнити в ктенопоми Кінгслі практично неможливо. Чітко визначити самця можна лише за наявністю так званих колючих полів у формі півмісяця під очима. Вони з'являються коли риба досягає розміру 8 см, згодом стають все чіткішими. Самки з визрілою ікрою мають велике черево.
Цей вид дуже схожий з ктенопомою Петеріка, але відрізняється вищим тілом, особливо молодь. Луски в C. kingsleyae трохи більші, при цьому найбільш чіткою є різниця між видами в кількості лусочок на зябровій кришці: у C. kingsleyae їх 11-16, а в C. petherici 15-19.

## Поширення
Ктенопома Кінгсі походить з тропічної Африки, поширена на великій території від Сенегалу до Демократичної Республіки Конго.
В Західній Африці зустрічається в басейнах Нігеру, Сенегалу, Гамбії, Вольти, а також менших прибережних річок Гвінеї-Бісау, Гвінеї, Сьєрра-Леоне, Ліберії, Кот-д'Івуару, Гани, Беніну. Далі на схід відома на півдні Нігерії (річка Огун, дельта Нігера, річки Крос та Бенуе), в Камеруні (басейни Вурі та Санаги), Габоні (басейн Огове), Конго (басейн Квілу), а також у центральній частині басейну річки Конго, включаючи басейн Касаї.
Як правило, зустрічається в зоні дощових лісів, тоді як найближчий родич виду ктенопома Петеріка надає перевагу водоймам саван. Розрахункова площа території поширення виду становить понад 8 млн км². Інформація про чисельність популяцій ктенопоми Кінгслі відсутня, але серйозних загроз її існуванню не відомо.

## Спосіб життя
Ктeнопома Кінгслі надає перевагу лісовим регіонам і рослинним середовищам існування, водиться в зоні боліт. У річці Дугбе (англ. Dugbe, графство Сіное, Ліберія) була виявлена в місцях з повільною течією, глинистим або піщаним ґрунтом із шаром мулу на дні. Тут було багато деревного сміття й лише окремі водні рослини (латаття тощо). Параметри води: показник pH 6,0-8,0, твердість 5-19 °dH, температура 22–28 °C.
Тримається біля дна, не мігрує. Доволі витривалий вид. Має додатковий орган дихання, завдяки якому може виживати в умовах низького вмісту кисню. Разом із тим, невідомо, щоб ці риби мали здатність перетинати ділянки землі, як це робить їхній азійський родич — індійський повзун.
Самка відкладає до 20 000 ікринок. Нерест відбувається у вільній воді. Йому передують короткі залицяння. Гнізд не будують, за ікрою та потомством не доглядають. Ікра лишається плавати на поверхні води.

## Утримання в акваріумі

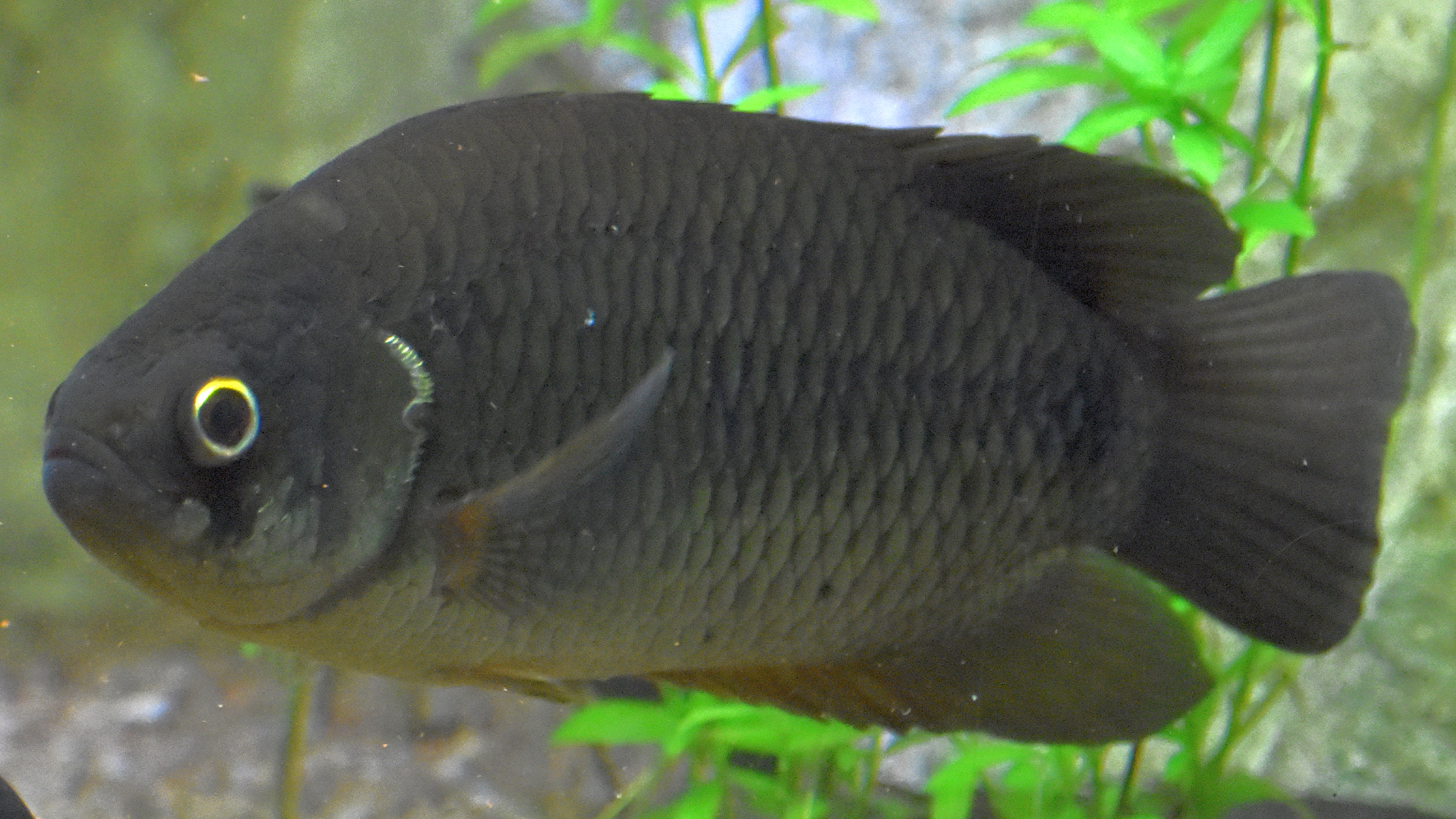
Акваріумна популяція Ctenopoma kingsleyae з дуже темним забарвленням.

Вперше ктенопома Кінгслі була завезена до Німеччини 1912 року під назвою Ctenopoma argentoventer, 1933 року з'явилася під назвою Ctenopoma kingsleyae. Надалі цих риб завозили до акваріумів нечасто.
Умови утримання загалом типові для представників роду. Слід зважати на розміри риб, в акваріумних умовах ктенопома Кінгслі може сягати 15-20 см завдовжки. До того ж це один з найрухливіших видів ктенопом. Тому для утримання ктенопоми Кінгслі потрібен акваріум місткістю 200—300 літрів. Риби люблять схованки з каміння та коріння. Декорувати акваріум можна також корчами та кущами міцних рослин, вони створюватимуть додаткові схованки. Бажана наявність плавучих рослин. Якщо тримати ктенопому Кінгслі по-одинці, риби бувають лякливими й весь час перебувають у схованках. У товаристві інших риб почуваються сміливіше. Загалом вид мирний, але в тісному акваріумі ктенопоми починають битися. Сусіди мають бути приблизно однакового з ктенопомою Кінгслі розміру й темпераменту. Риб, розмір яких не перевищує 5 см, сприймають за потенційну здобич.
Особливих вимог до якості води не висувають.
Їдять усі звичайні види живого й сухого корму, але потребують в першу чергу міцного й різноманітного живого корму, включаючи креветок, мідій, дощових та борошняних черв'яків, дрібних рибок, личинок комах. В раціоні також мають бути присутні рослинні корми.
Коли виловлюють риб сачком, вони часто чіпляються до нього зубчиками своїх зябрових кришок.
Розведення ктенопоми Кінгслі не дуже складне. Нерест парний. Нерестовище має бути великим — на 200—300 літрів, місцями формують кущі рослин та інші схованки для слабшого партнера (корчі, каміння, керамічні горщики тощо). Важливою є наявність біля поверхні води плавучих рослин. Температура води 25-29 °C, інші показники не мають суттєвого значення.
Нересту передують шлюбні ігри. Риби стоять паралельно одна до одної, самець трохи головою вперед. Спочатку останній виконує характерні рухи, декілька разів нахиляючи голову вниз, а тоді пружно повертаючи її назад. Самка приєднується до цих «кивань». При цьому риби видають тихі звуки буркотіння. Тоді партнери на деякий час затихають, а потім спливають до поверхні води, блискавично обіймаються, викидають і запліднюють порцію ікри. За один такий акт відкладається до 1000 ікринок, а загалом їх може бути до 20 000.
Ікринки прозорі, завдяки вмісту жиру вони спливають на поверхню води й розпливаються там поміж плавучих рослин. Вони можуть розвиватися в цьому захищеному середовищі, але батьків краще виловити з акваріума, щоб вони не поїли ікру. Ще один спосіб збереження потомства — виловити ікринки й перенести їх до інкубатора (акваріум з аерацією та невисоким рівнем води).
Залежно від температури води, личинки вилуплюються за 24-36 годин, маючи розмір близько 2 мм. Ще за 2 доби запаси жовткового мішка вичерпуються, й вони перетворюються на мальків і починають вільно плавати. Їхній розмір становить близько 4 мм завдовжки, й мальки починають харчуватися. Вирощування молоді відносно нескладне. Стартовий корм: наупліуси артемії та діаптомуса, коловертки тощо. Ростуть швидко. Перший час в акваріумі з мальками рекомендується щотижня міняти половину води на свіжу. Приблизно у віці 1 місяць у молодих рибок на хвості з'являється чорна цятка. В цьому ж віці молодь вже має сформований лабіринтовий орган і періодично спливає до поверхня води за черговим ковтком повітря. Приблизно за 5 місяців рибки досягають розміру 5 см завдовжки. Визрівають у віці 1,5-2 роки.
Цей вид може довго жити в акваріумі, деякі екземпляри ктенопоми Кінгслі досягали віку 14 років, є навіть повідомлення про понад 30 років життя в умовах неволі. Звичайна тривалість життя виду в акваріумі — 5-6 років.

## Відео
- Grey is beautiful: Ctenopoma kingsleyae на YouTube by Aqua — Congo